# 奥州工藤氏
奥州工藤氏（おうしゅうくどうし）は、日本の氏族。藤原南家・乙麻呂の後裔・藤原為憲を祖とする工藤氏の支流である伊豆工藤氏の庶流。

## 概要
伊豆工藤氏はその名の通り伊豆国を本拠にしていたが、奥州工藤氏の祖とされている工藤景任は甲斐国に移り住み、同国巨摩郡を本拠としており、源頼朝に臣従した玄孫の工藤景光も当初は甲斐源氏の安田義定と行動している。源頼朝による文治5年（1189年）の奥州合戦の際、工藤景光・行光父子は一家を挙げて従軍しそれぞれ軍功をたて、同文治5年（1189年）9月12日に工藤行光に対して岩手郡に所領を給されその地に代官を置いた。また、工藤景光の長男・行光を祖とする鎌倉御家人厨川工藤氏の末裔と称する諸士が岩手郡に広がり、戦国期まで各地に蟠踞（）していた。
伊豆工藤氏の子孫は全国に展開し、工藤祐経の長子・祐時は伊豆を出て奥州に下向、祐時の次男・祐先は三戸の名久井館に居住し、葛巻工藤氏の祖となったともあり、その子孫と伝えられる八戸工藤氏は、鎌倉期に北条氏被官として、得宗領の糠部郡や津軽郡へ地頭代に任じられた。
工藤氏は鎌倉幕府滅亡に際しては、幕府側と朝廷方に一族が分裂して多くは幕府方に付いて衰退したが、八戸郷の工藤孫四郎・孫次郎経光のようにいったん朝廷方につきながら日和見をしたために所領を没収された者もいる。
南北朝時代には岩手郡の工藤光家も建武元年（1334年）に建武政権に反旗を翻し、南部信長に討たれている。そうした中で、工藤貞行の朝廷方としての活躍は目覚ましく、その勲功の賞として山辺郡・田舎郡・鼻和郡・外浜などの所領を得て、これらは女加伊寺（南部信政妻）を通じて後に南部氏に伝領された。

## 厨川工藤氏
工藤行光の死後、長子・中務太郎長光は建久年間に下向して厨川（）に居住したとあり、厨川館を定め岩手郡を統治して「岩手殿」と呼ばれた。また行光の弟・三郎資光も岩手郡に住み、その子孫が糠部郡に分住したとあり、南北朝時代以降南部氏に従って三戸郡坂牛村に住し坂牛氏の祖となった。（『奥南落穂集』）
南北朝の争乱の際に北朝方につき、三戸南部氏に討たれて地頭職を停止され、近郊10か村を領知するに至り厨川氏を称した。、厨川（栗谷川）氏は南北朝期以後も有力氏族との婚姻を重ね、最終的には南部家の家臣に組み込まれていった。
安土桃山時代まで領していた北上川西岸の厨川城(栗谷川古城)が居館であったが、天正20年(1592年)「諸城破却令」に廃城された。

## 得宗被官工藤氏

### 系図
助光（資光）流
```
景光 - 助光 - 
光泰
（光長） - 頼光 - 宗光 - 貞光
```

- 工藤光泰 - 小侍所所司
- 工藤貞光 - 御内侍所

重光流
```
景光―重光―高光――祐光
　　　　　　　　 └―
時光
―
貞祐
――
高景

　　　　　　　　　　　　　　　 　└祐景
```

- 工藤時光 - 工藤右衛門入道。工藤杲禅。工藤杲暁。得宗家公文所執事、若狭国（得宗分国）守護代。
- 工藤貞祐 - 工藤次(二)郎右衛門尉。若狭国（得宗分国）守護代、摂津国多田院造営惣奉行。
- 工藤高景 - 工藤次(二)郎右衛門尉。赤坂城合戦・千早城合戦時の大和道軍軍奉行。